# Eriosema kraussianum
Eriosema kraussianum är en ärtväxtart som beskrevs av Meissner. Eriosema kraussianum ingår i släktet Eriosema och familjen ärtväxter. Inga underarter finns listade i Catalogue of Life.